# Ixia namaquana
Ixia namaquana är en irisväxtart som beskrevs av Harriet Margaret Louisa Bolus. Ixia namaquana ingår i släktet Ixia och familjen irisväxter. Inga underarter finns listade i Catalogue of Life.